# أمراض الغدد الصماء النسائية
أمراض الغدد الصماء النسائية هي مجلة طبية شهرية مُراجعة من النظراء وتغطي الجوانب التجريبية والعلاجية من هذا التخصص. تتضمن الجريدة أوراقا تتعلق بالتحكم والوظيفة المختلفة للغدد الصماء للنساء، وتأثيرات الأحداث التناسلية (الإنجابية) على نظام الغدد الصماء، وعواقب اضطرابات الغدد الصماء عند التكاثر. إنها المجلة الرسمية للجمعية الدولية لأمراض الغدد الصماء النسائية.
تم نشر أمراض الغدد الصماء النسائية من قبل (انفورماند) Informaand وتم تحريرها بواسطة (أرنيا جينزاني) Anrea R. GenAzzani (جامعة بيزا، إيطاليا). تأسست المجلة في عام 1987 ولديها عامل تأثير 1.360 في عام 2009، مما صنفها هذه السنة في المرتبة 44 من أصل 70 جريدة في فئة «طب التوليد و النسائيات.»
| أمراض الغدد الصماء النسائية                                                        | أمراض الغدد الصماء النسائية         | أمراض الغدد الصماء النسائية         |
| ---------------------------------------------------------------------------------- | ----------------------------------- | ----------------------------------- |
| فرع المعرفة                                                                        | طب النساء، علم الغدد الصم           | طب النساء، علم الغدد الصم           |
| اللغة                                                                              | الانجليزية                          | الانجليزية                          |
| تم تعديلها من قِبَل                                                                  | أنري ر. جينازاني Anrea R. Genazanni | أنري ر. جينازاني Anrea R. Genazanni |
| تفاصيل النشر                                                                       |                                     |                                     |
| تفاصيل النشر                                                                       | تفاصيل النشر                        | 1987- الآن                          |
| الناشر                                                                             | الناشر                              | إنفورما Informa                     |
| عامل التأثير (2009)                                                                | عامل التأثير (2009)                 | 1.360                               |
| الاختصارات القياسية                                                                |                                     |                                     |
| ISO 4                                                                              | ISO 4                               | Gynecol. Endocrinol.                |
| الفهرسة                                                                            |                                     |                                     |
| CODEN                                                                              | CODEN                               | GYENER                              |
| رقم دولي معياري للدوريات                                                           | رقم دولي معياري للدوريات            | 0951-3590 (طبعة) 1473-0766 (شبكة)   |
| OCLC                                                                               | OCLC                                | 18175592                            |
| الروابط                                                                            |                                     |                                     |
| - الصفحة الرئيسية للمجلة - الوصول عبر الانترنت - أرشيف على الانترنت - أر اس اس RSS |                                     |                                     |

## روابط خارجية
- الموقع الرسمي